# Otto Georgens
Otto Georgens, né le 2 décembre 1950 à Weisenheim am Berg (Rhénanie-Palatinat, Allemagne), est un prélat catholique allemand, évêque auxiliaire de Spire depuis 1995.

## Biographie
Otto Georgens est ordonné prêtre le 26 juin 1977 à Spire.
Jusqu'en 1986, il exerce la charge de secrétaire de Mgr Friedrich Wetter puis de son successeur Anton Schlembach. Il devient ensuite curé en 1994 puis doyen de Pirmasens.
Le 27 janvier 1995, il est nommé évêque titulaire de Gubaliana (de) et évêque auxiliaire de Spire par le pape Jean-Paul II. Il est consacré évêque 24 mars 1995, par Mgr Anton Schlembach. Ses co-consécrateurs sont Mgrs Franziskus Eisenbach, et Ernst Gutting. Trois jours plus tard, le 27 mars, il devient prévôt de Spire.
En février 2007, à la suite de la démission de Mgr Anton Schlembach, il devient membre du chapitre de la cathédrale de Spire.
Le 1er janvier 2009, Karl-Heinz Wiesemann le nomme vicaire épiscopal pour les tâches ecclésiastiques et religieuses, les instituts séculiers et les sociétés de vie apostolique.
Au sein de la Conférence épiscopale allemande, il est membre de la commission pastorale ainsi que de la commission pour les questions de bienfaisance.